# Kostiantyn Frołow
Kostiantyn Wiktorowycz Frołow, ukr. Костянтин Вікторович Фролов (ur. 20 czerwca 1972) – ukraiński piłkarz, grający na pozycji obrońcy lub pomocnika, trener piłkarski.

## Kariera piłkarska

### Kariera klubowa
W 1991 roku rozpoczął karierę piłkarską w klubie Dynamo-Dagma Odessa. W sezonie 1994/95 klub występował z nazwą Dynamo-Dagma Odessa i zdobył awans do Ukraińskiej Drugiej Ligi. W drugiej lidze klub zmienił nazwę na Dynamo-Fłesz Odessa, ale potem powrócił do historycznej nazwy Dynamo Odessa. W 1997 zakończył karierę piłkarską.

## Kariera trenerska
Po zakończeniu kariery piłkarskiej rozpoczął pracę szkoleniową. Od 1997 do 2005 pracował w Szkole Piłkarskiej im.Biełanowa w Odessie. W latach 2005–2006 pomagał trenować Czornomoreć Odessa, stał na czele drużyny rezerw klubu. Potem pracował z drugą drużyną oraz ponownie pomagał trenować pierwszy zespół.
Od grudnia 2012 do października 2014 prowadził reprezentację Kazachstanu U-17. W listopadzie 2014 objął stanowisko głównego trenera w gruzińskim Szukura Kobuleti. W lutym 2015 w związku z urodzeniem dziecka powrócił do Ukrainy podając się do dymisji. W sierpniu 2015 rozpoczął pracę jako dyrektor sportowy Szkoły Piłkarskiej Czornomorca Odessa. W końcu maja 2017 stał na czele Dinama Batumi. 25 października 2017 opuścił gruziński klub. 23 grudnia 2017 objął prowadzenie Czornomorca Odessa. 12 czerwca został zwolniony.